# Eftra kyrka
Eftra kyrka är en kyrkobyggnad som sedan 2010 tillhör Susedalens församling (tidigare Eftra församling) i Göteborgs stift.
Den ligger i kyrkbyn Eftra drygt tio kilometer söder om centralorten i Falkenbergs kommun.

## Historia
I socknen fanns en kyrka redan på 1000-talet, som var helgad åt jungfru Maria. 

## Kyrkobyggnaden
Långhuset och sakristian uppfördes 1822–1824 i vitputsad gråsten efter ritningar av Carl Gustaf Blom Carlsson vid Överintendentsämbetet. Den har en för Halland tidig nyklassicistisk inredning med bildhuggeri- och målningsarbeten utförda av Peter Hallberg. Det gamla kyrkans torn från 1779 fick stå kvar. Det fick 1887 dagens utformning med karnissvängd huv och lanternin. Sakristian är utbyggd bakom koret, som är rakt avslutat och skiljs från långhuset med en triumfbåge.  
Åren 1891–1893 utfördes en omfattande inre restaurering efter Adrian Crispin Petersons ritningar. Taket kassetterades då, men även antikiserande inslag, som pelare och pilastrar, liksom altaruppsatsen, tillkom. Kassettaket kläddes dock in med träfiberplattor vid restaureringen 1931 under ledning av Axel Forssén. Det togs åter fram 1976.
På altarväggen finns al frescomålningar utförda 1962 av Waldemar Lorentzon.

## Inventarier
- Dopfunten av granit är från 1200-talet och endast den fyrkantiga regelbundet utformade cuppan är bevarad. Den är 44 cm hög och har längs randen, liksom som inramning av gavlarna, en enkel repstav. Den avslutas nedtill av ett litet skaft och saknar uttömningshål. Foten är nytillverkad.[1]
- Predikstolen i nyklassicistisk stil är byggd 1822 efter ritningar av arkitekt J F Weinberg, Stockholm.
- I tornet hänger två klockor, varav storklockan är gjuten 1558 och omgjuten 1771.
- Den pneumatiska orgeln med arton stämmor fördelade på två manualer och självständig pedal är tillverkad av Nordfors & Co och installerad 1931. Den omdisponerades 1971 av Tostareds Kyrkorgelfabrik. Fasaden härstammar från 1834 års orgel byggd av Johan Nikolaus Söderling.[2]

## Bilder

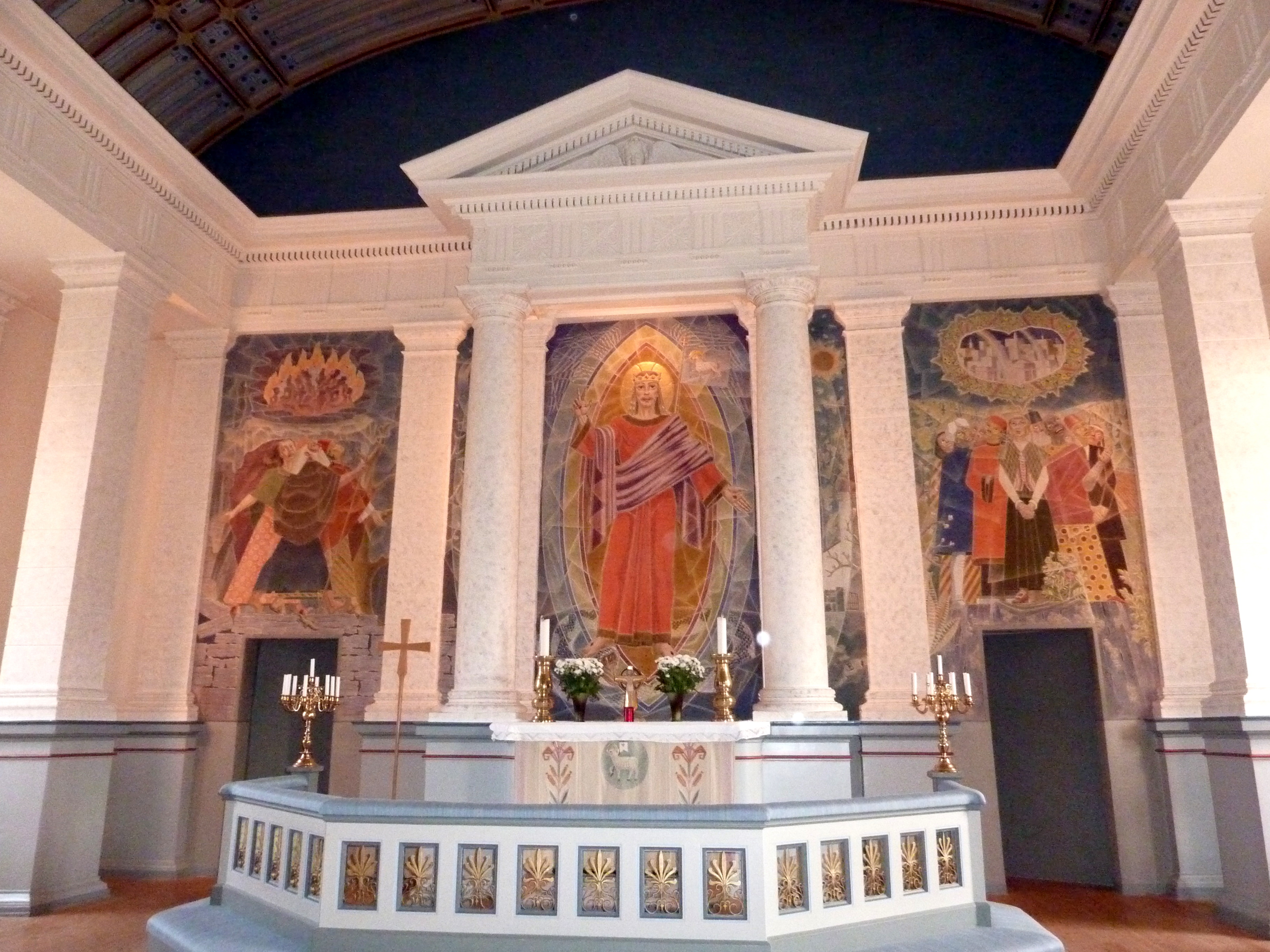
Altarväggen med Waldemar Lorentzons al fresco-målningar
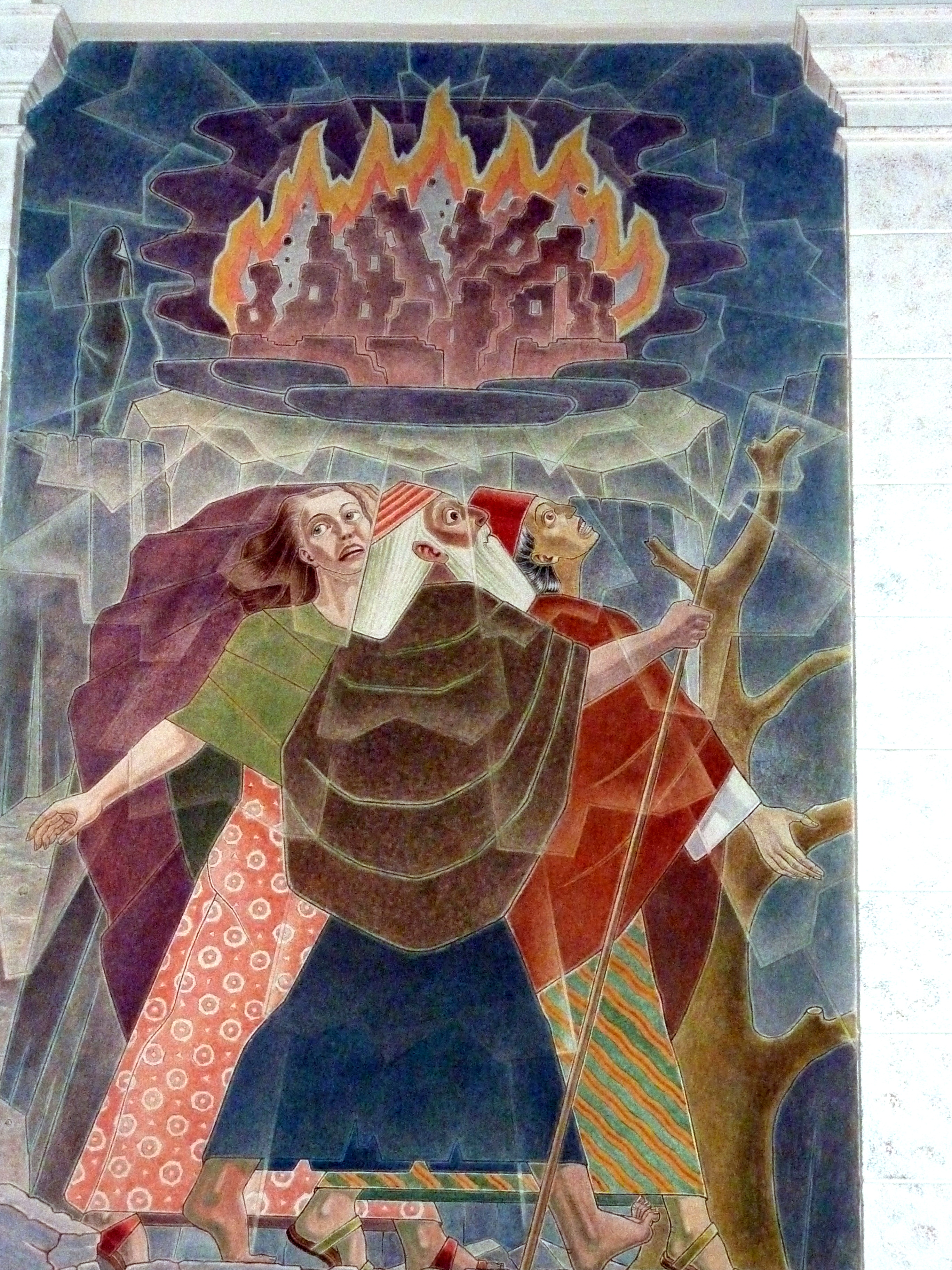
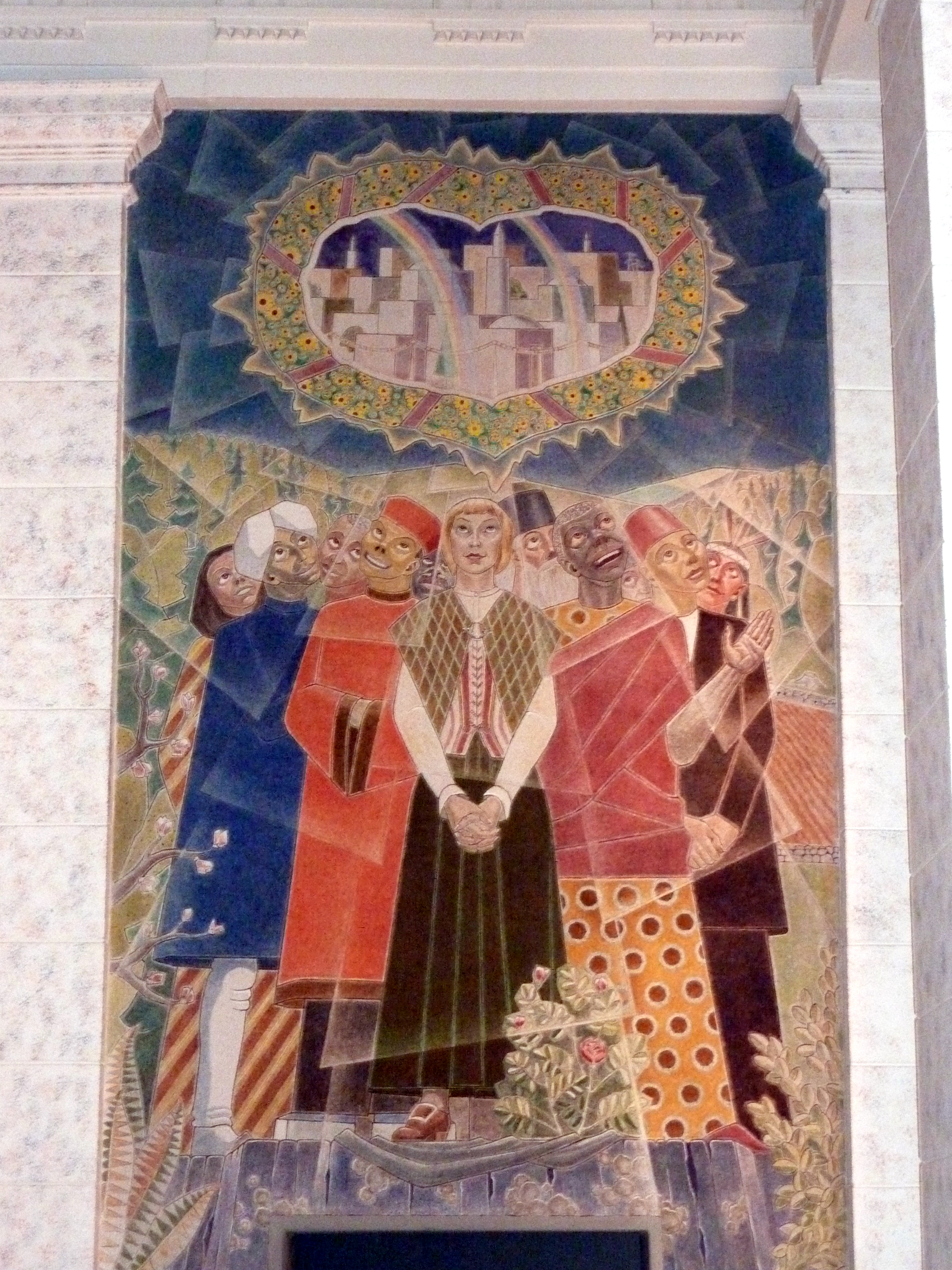
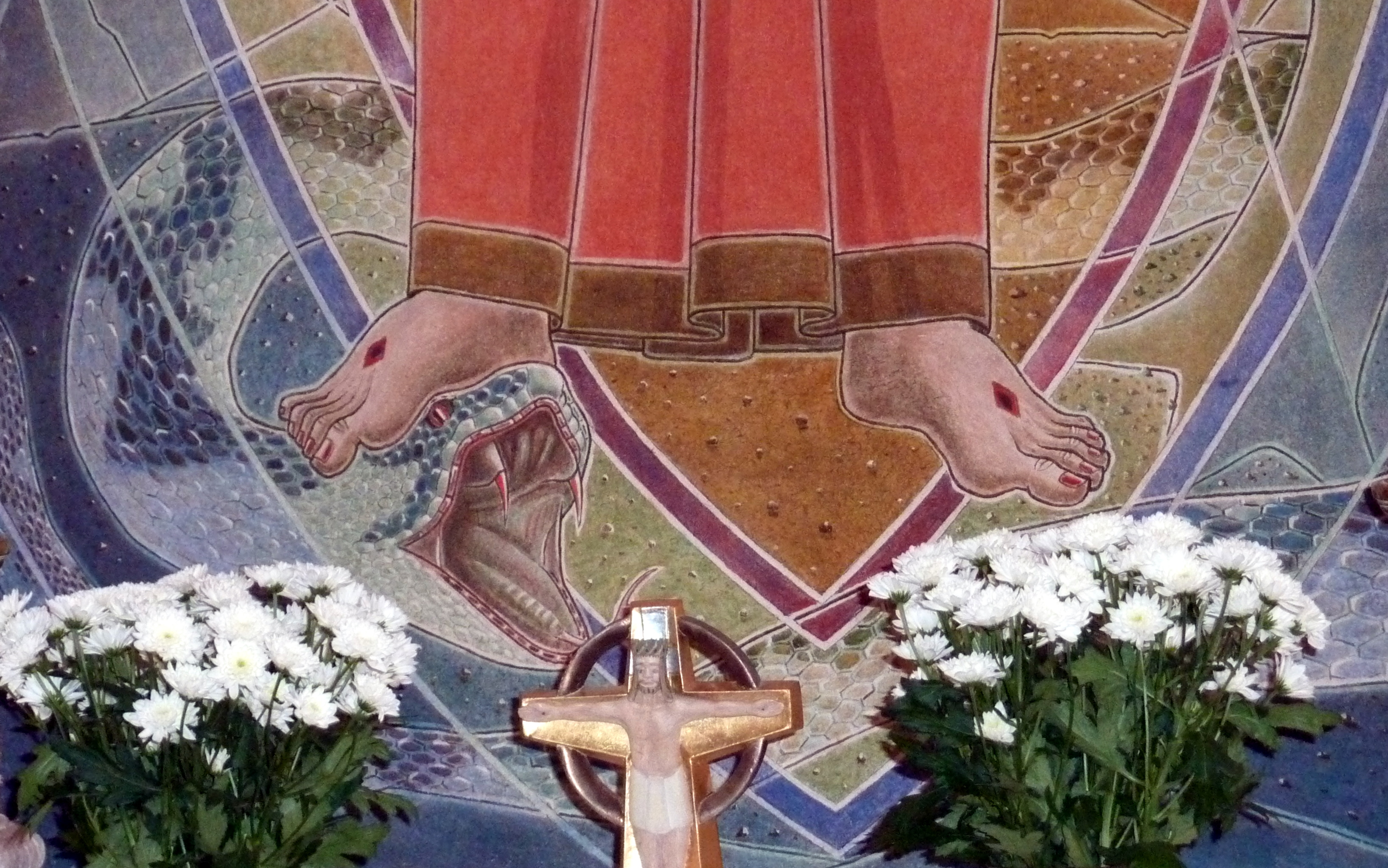
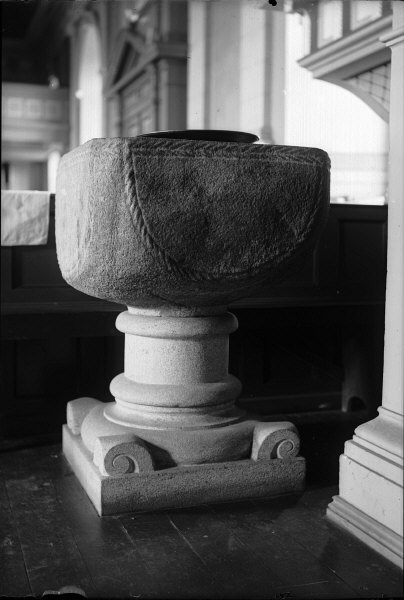
Dopfunten